# Ternî, Kotelva
Ternî (în ucraineană Терни) este un sat în comuna Mîkilka din raionul Kotelva, regiunea Poltava, Ucraina.

## Demografie
Componența lingvistică a localității Ternî
     Ucraineană (90,29%)
     Rusă (8,86%)
     Alte limbi (0,29%)
Conform recensământului din 2001, majoritatea populației localității Ternî era vorbitoare de ucraineană (90,29%), existând în minoritate și vorbitori de rusă (8,86%).